# Céleste (roman)
Pour les articles homonymes, voir Céleste.
Céleste est un roman de Martine Le Coz publié le 29 août 2001 aux éditions du Rocher et ayant reçu le prix Renaudot la même année.

## Résumé
En 1832, durant la monarchie de Juillet, alors que Paris est frappé par une épidémie de choléra, un médecin d'origine haïtienne, mulâtre parent d'Alexandre Dumas et humaniste, s'éprend d'une jeune femme prénommée Céleste, fille du peintre Paul Huet, idéaliste et bourgeoise, cette dernière fait tout pour faire triompher son amour.

## Éditions
- Céleste, Éditions du Rocher, 2001, 276 p. (ISBN 978-2-268-04027-1)